# 麓郷の森

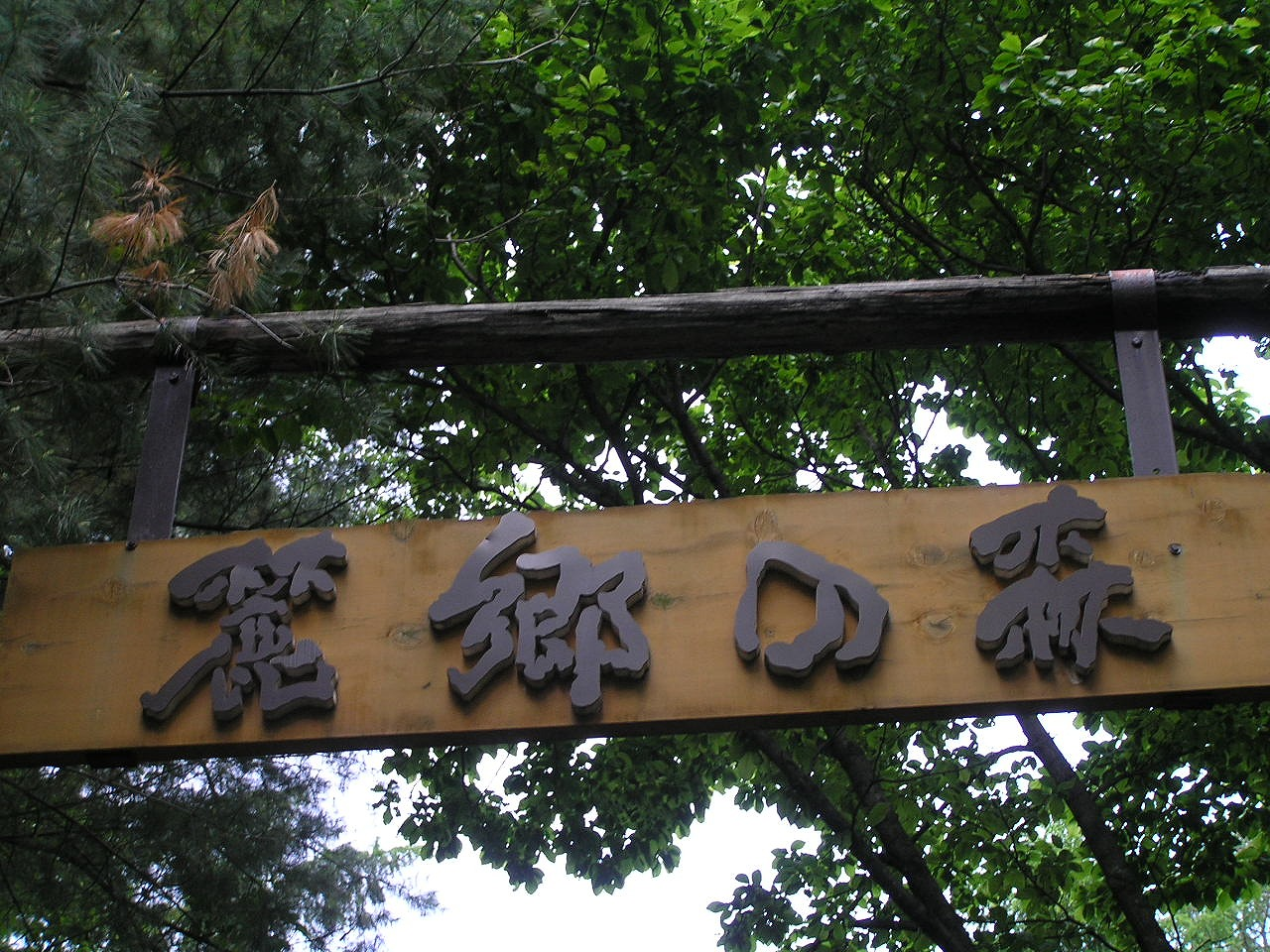
麓郷の森 入り口

麓郷の森（ろくごうのもり）は、北海道富良野市東麓郷にあるテレビドラマ『北の国から』の初期のロケ地であり、1984年からは新たに観光名所として整備された。

## 概要
1981年にフジテレビで放送が開始され、2002年を最終回とする長期にわたるテレビドラマ『北の国から』のうち、最も古い1981年の最初のシリーズからの収録が行われたロケ地であり、針葉樹を中心とした深い森林の中に、「黒板五郎（くろいたごろう）の丸太小屋」、風力発電装置を備えた「五郎3番目の家（風車の家）」などロケで使われた家屋のほか、森の広場や森の写真館、彩（いろどり）の大地館、森のレストランなどが点在し、夏を中心とした観光シーズンには多くの観光客で賑わう。
車で5分ほどのところに、それぞれ別々の場所に「拾って来た家」と「（黒板）五郎の石の家」がある。

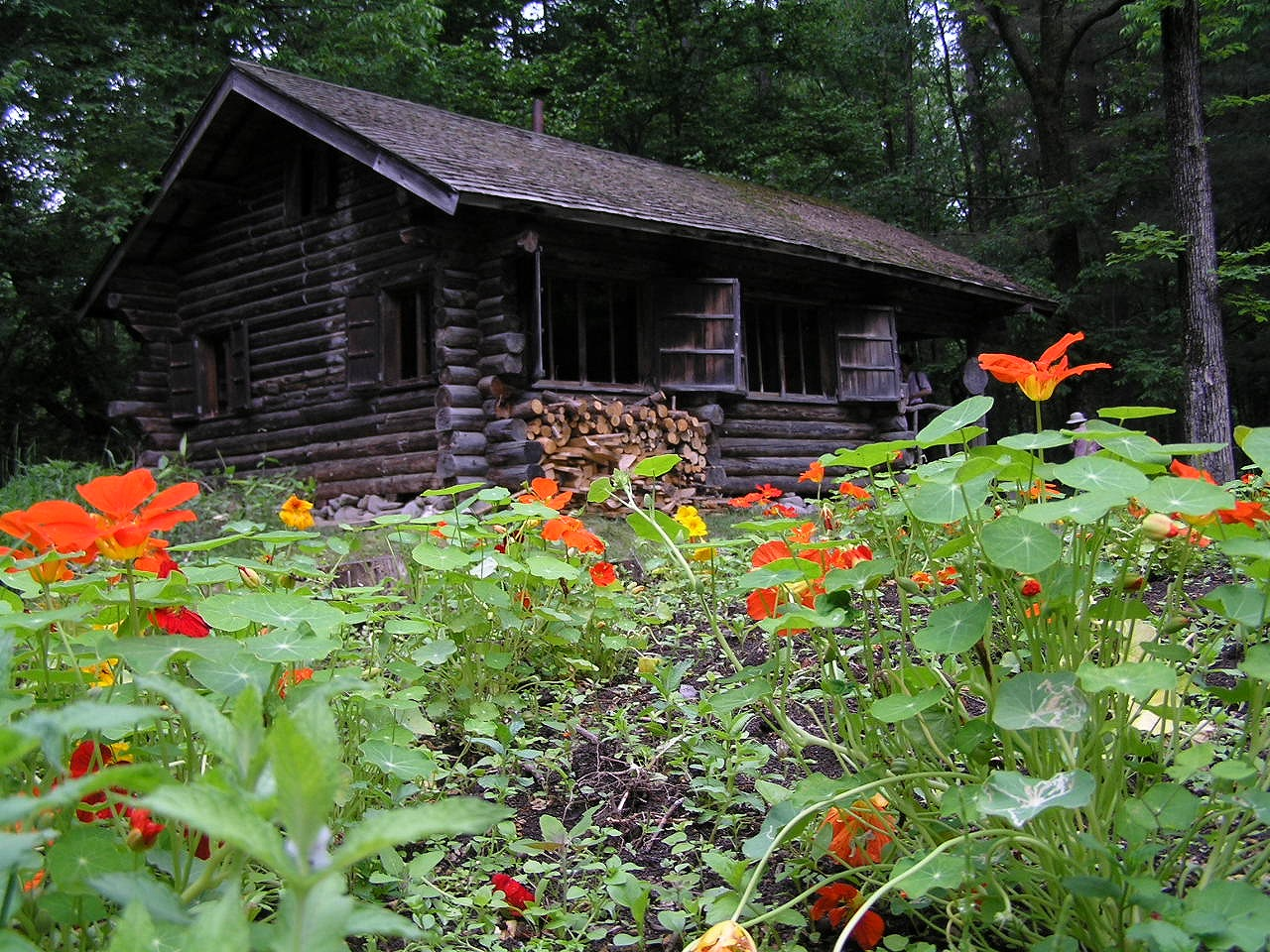
ナスタチウムの咲き乱れる五郎の丸太小屋

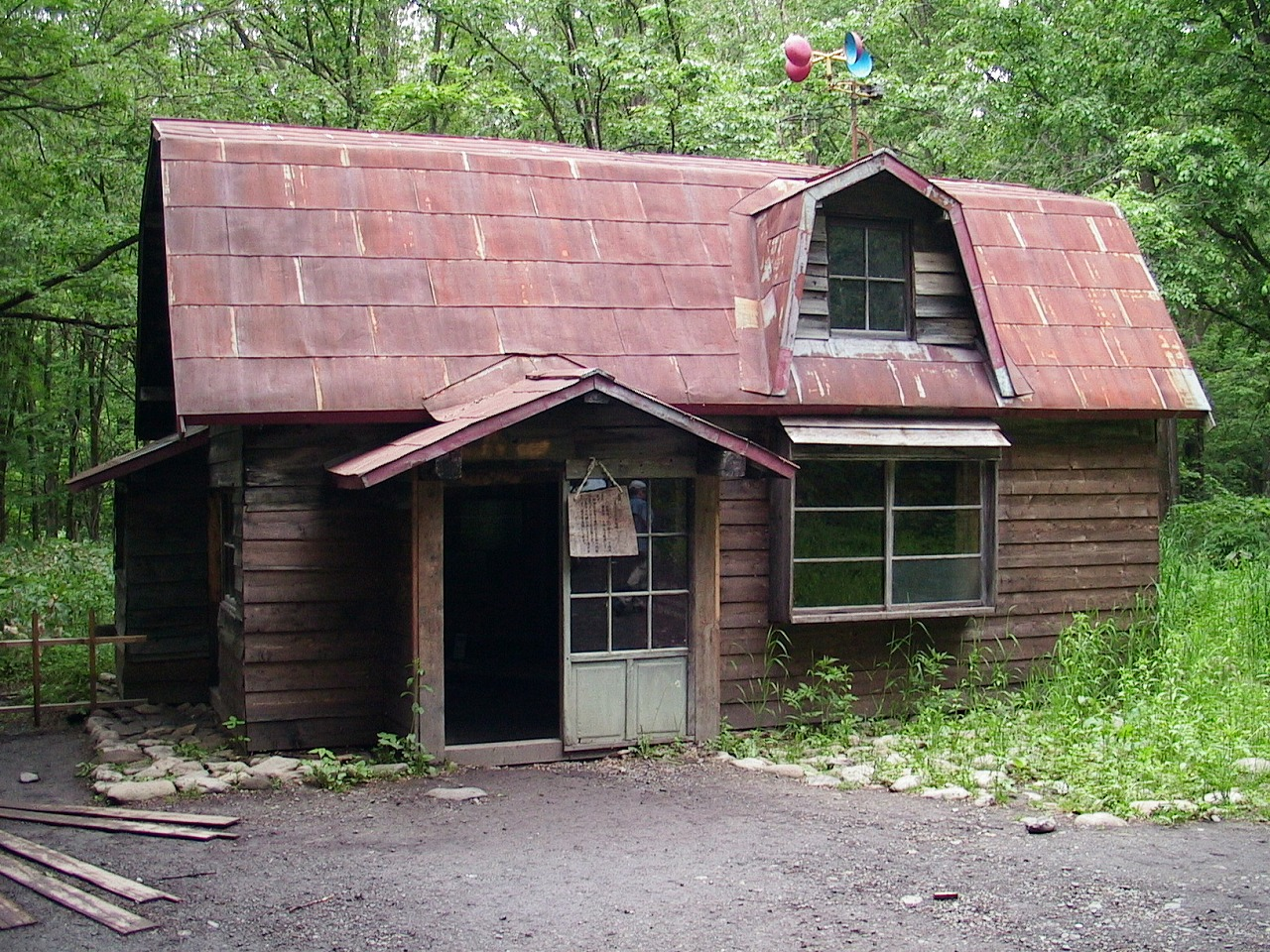
五郎3番目の家

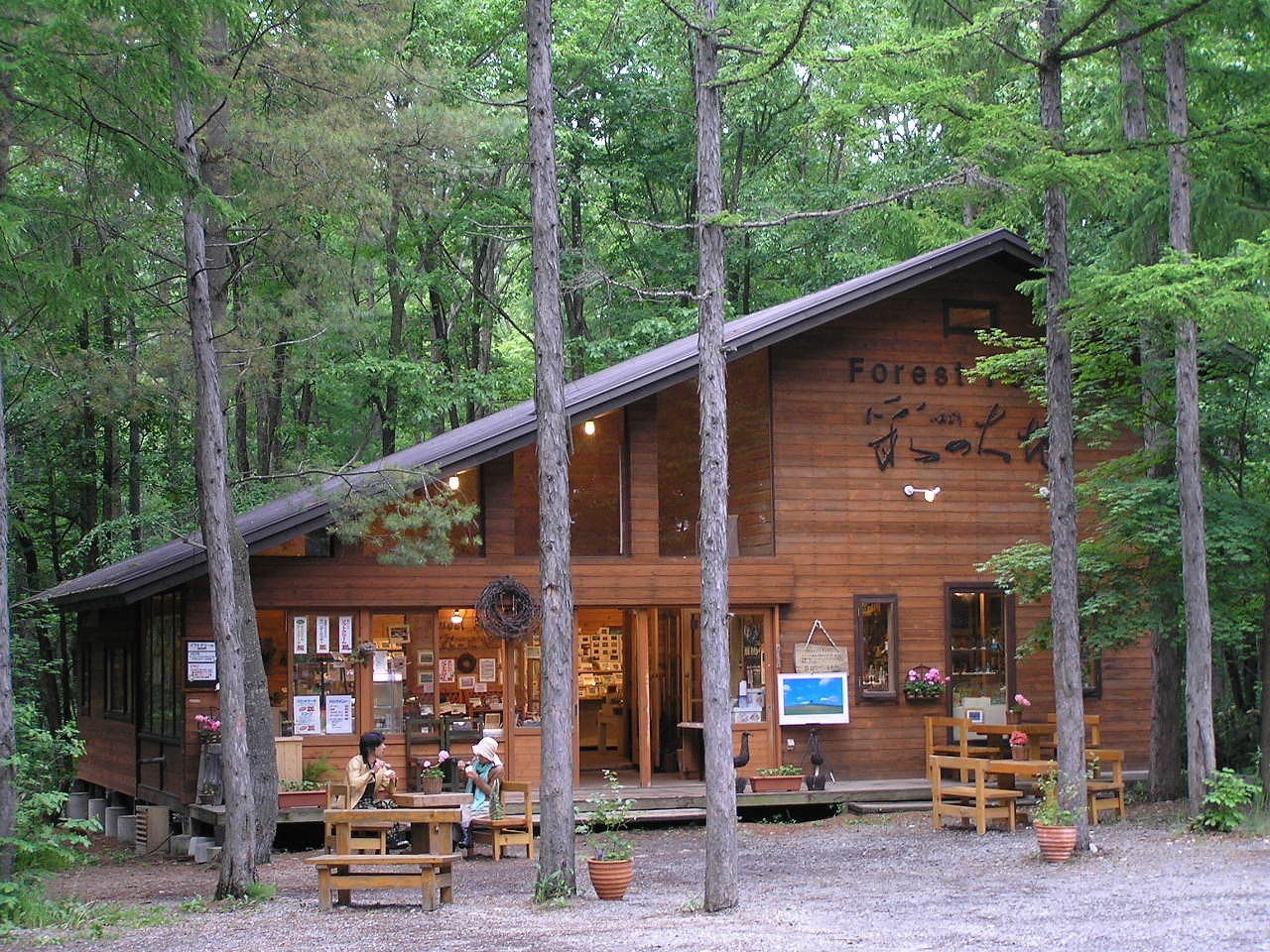
彩の大地館

黒板五郎の丸太小屋（2番目の家）
シリーズ17回から主人公である黒板五郎（田中邦衛）が自分で作り始め、最終回の24回でようやく完成する。
1981年10月から翌年3月までの放映に使用され、1984年放映の「北の国から '84夏」で息子である純（吉岡秀隆）の不注意から焼失、五郎一家がこの家に住んだのはわずか1年半であった。ドラマの中で焼失したのは撮影のために作ったセットで現在あるのは移転され保存されたものである。玄関には丸い板が掛かり、倉本聰の言葉、「灯は小さくても いつもあったかい」が刻まれている。
風車の家（3番目の家）
丸太小屋が焼失した後、五郎一家がやむなく移り住んだ離農した農家の廃屋。一旦は五郎が諦めた風車発電を純が完成させ、父の誕生日にプレゼントした。ドラマでは雪に潰されてしまう。
森のレストラン
営業：5月〜10月、9:00〜17:00（無休）
森の写真館
富良野出身の写真家・那須野ゆたかの広さが4.5坪の丸太小屋の小さなギャラリーで、那須野撮影による、富良野周辺の風景写真が常設展示されている。
彩（いろどり）の大地館
ギャラリーと売店。写真やオリジナルグッズなどが展示・販売されている。
森の広場
周囲の森林を生かした自然広場。

## 麓郷の森 gallery

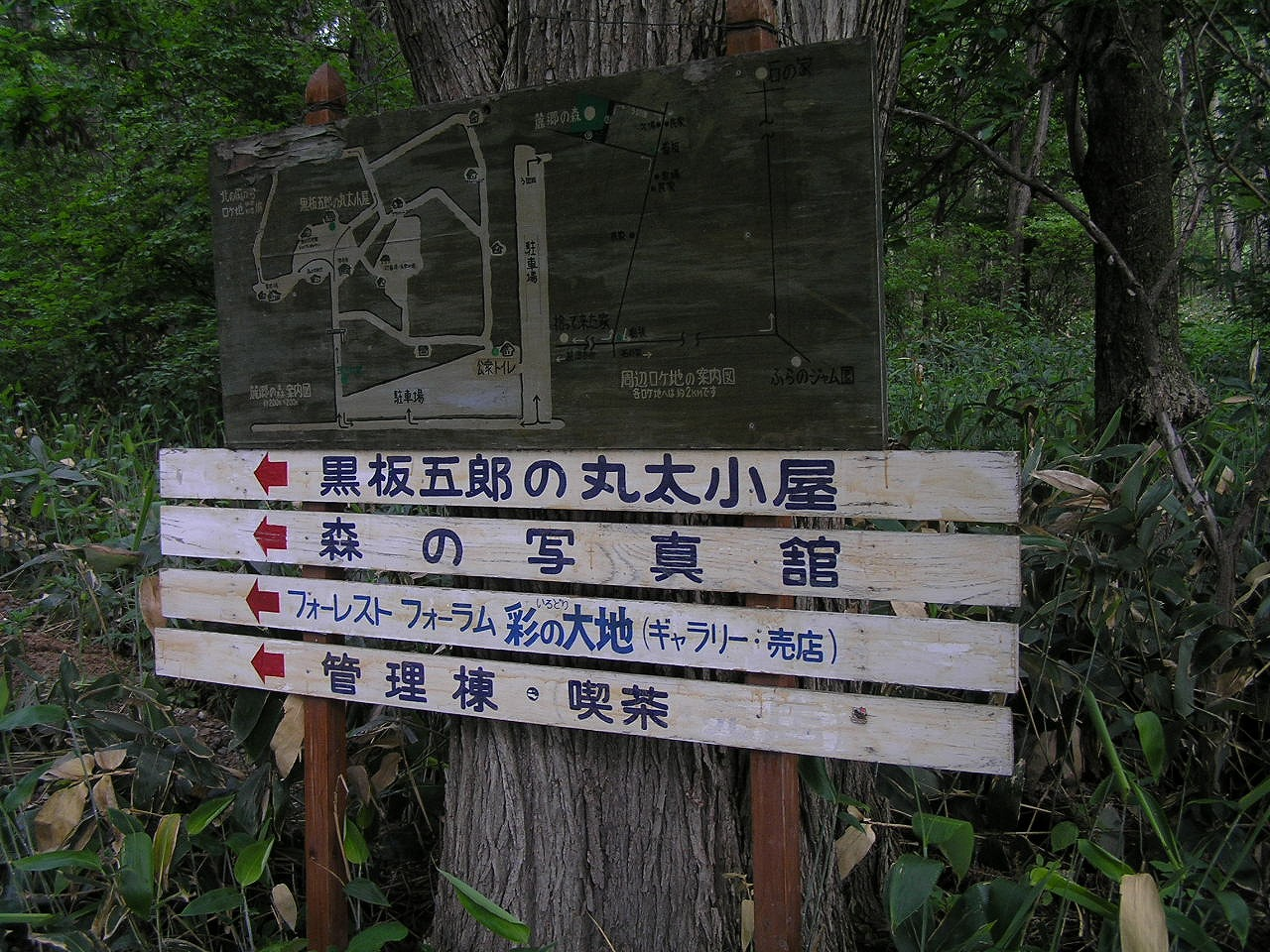
麓郷の森案内看板
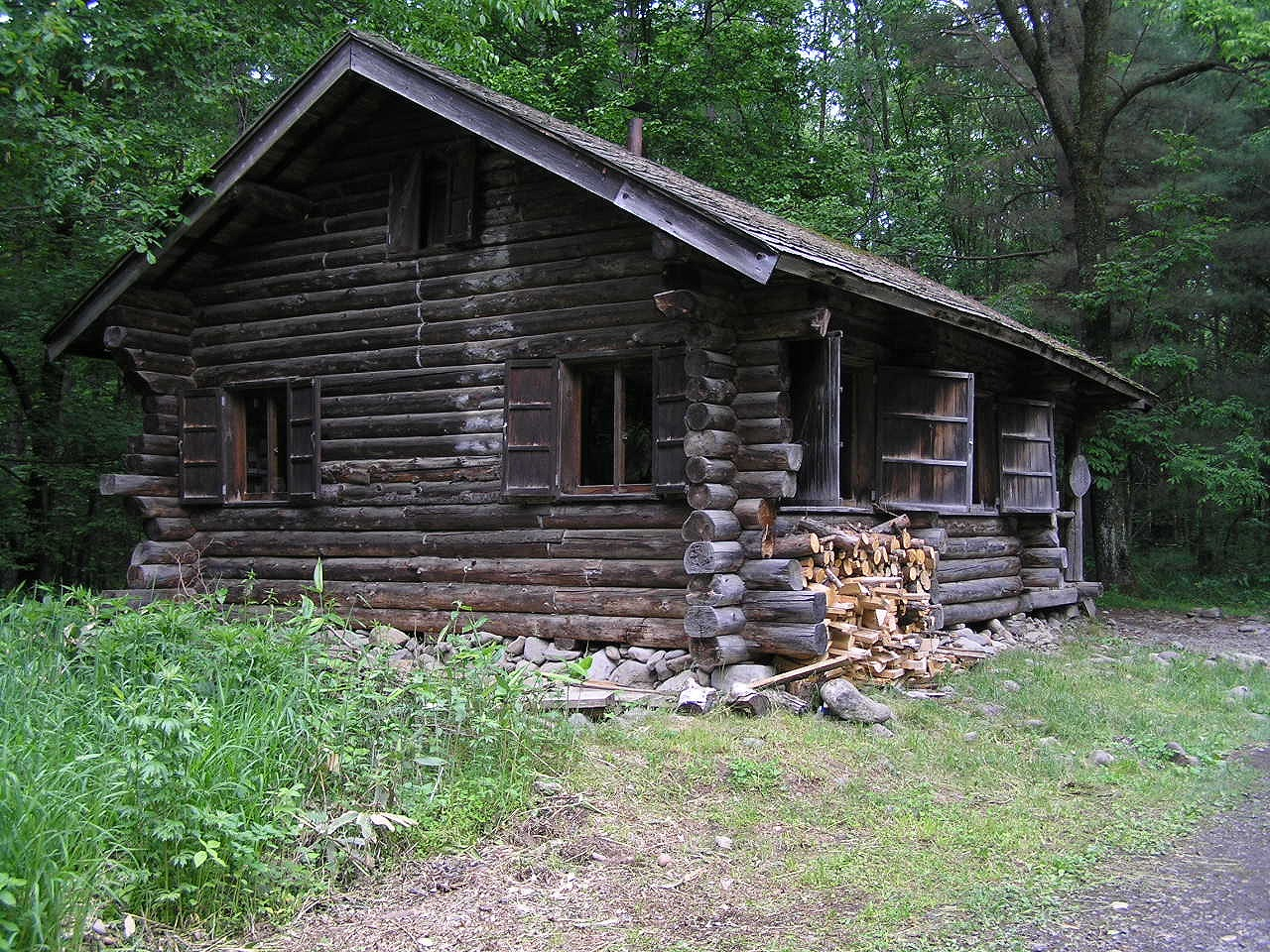
五郎の丸太小屋
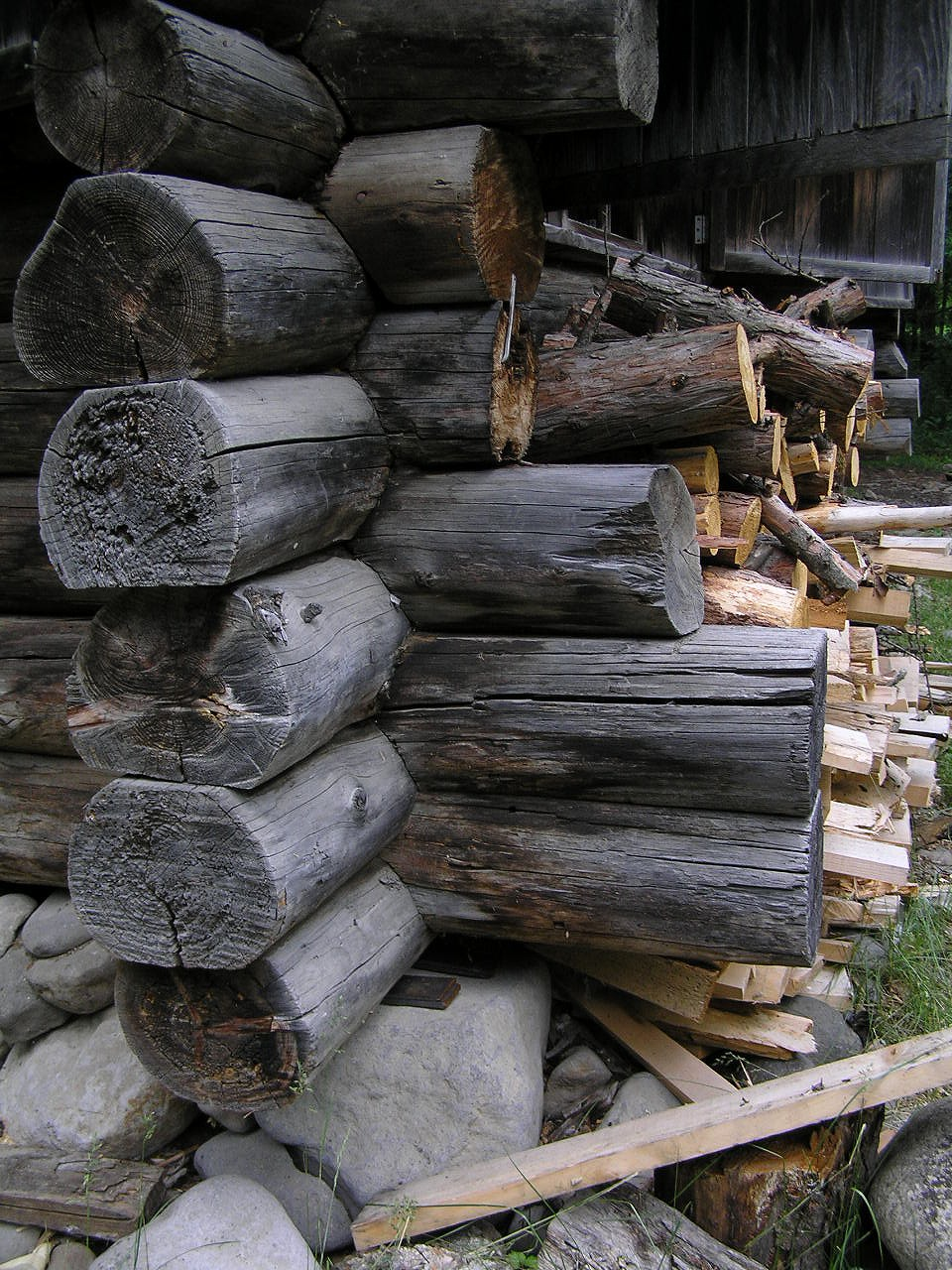
五郎の丸太小屋 ノッチ部分
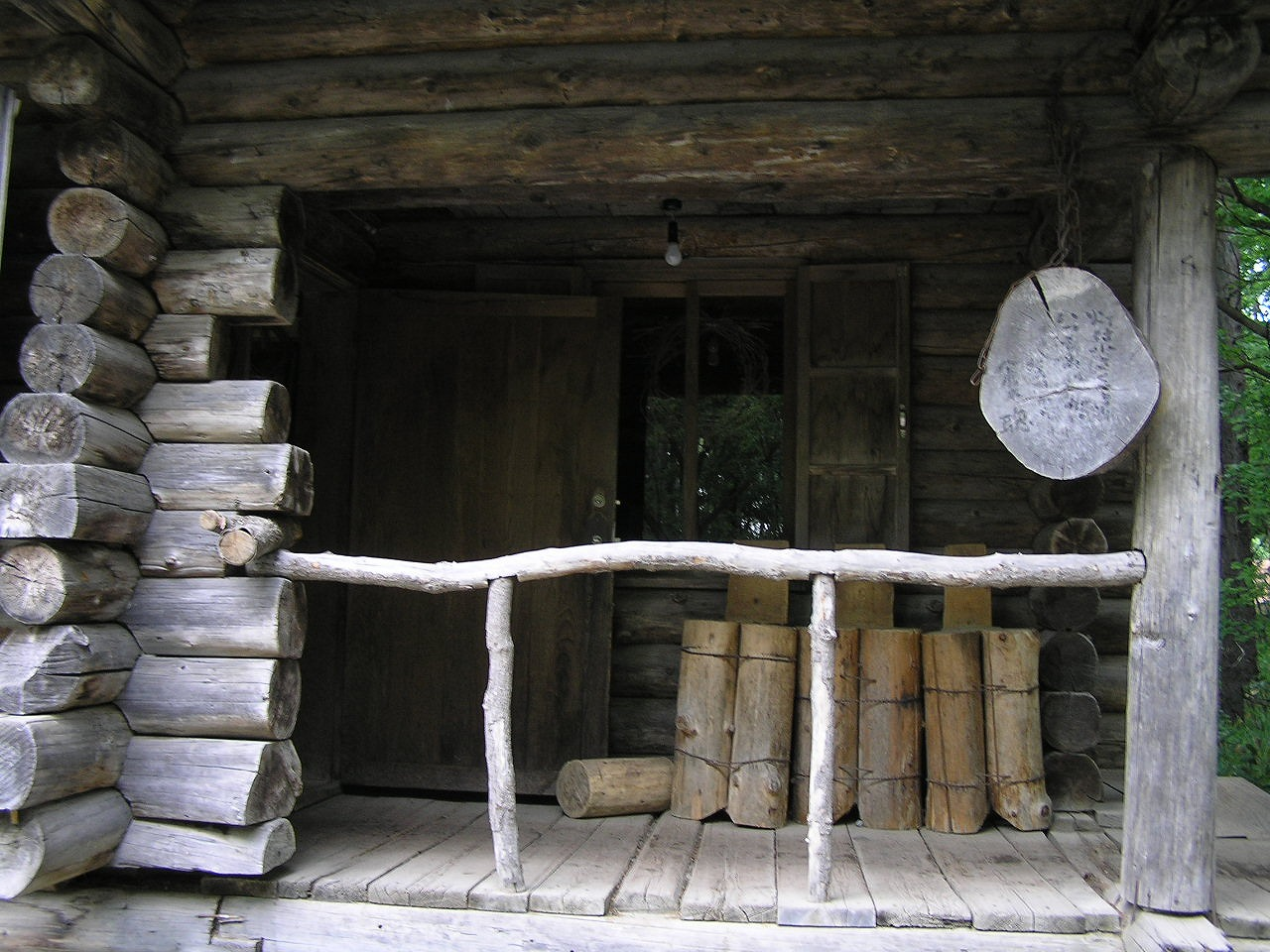
五郎の丸太小屋 玄関
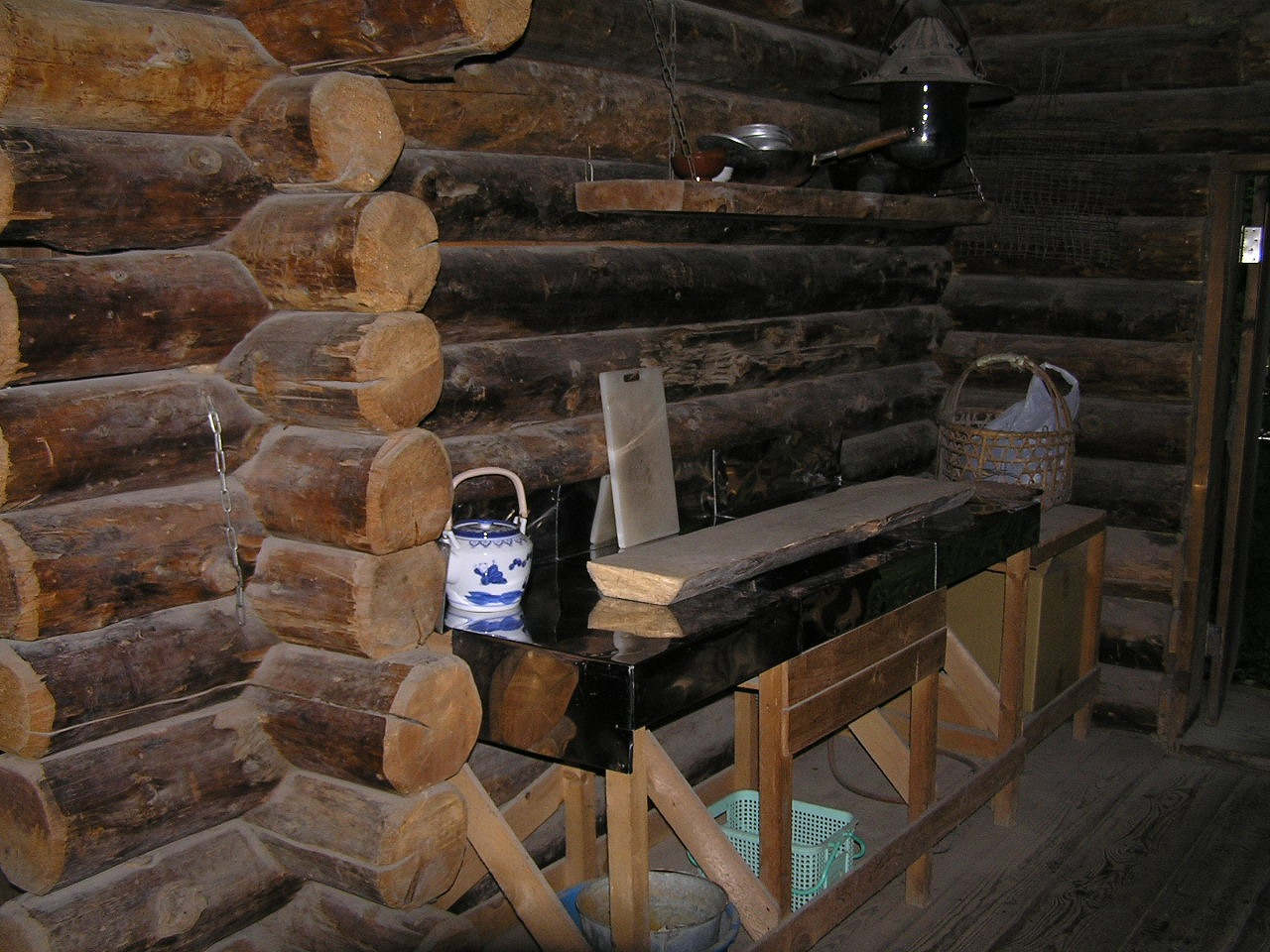
五郎の丸太小屋 内部台所

## 所在地
- 北海道富良野市東麓郷1-1

## アクセス
- 鉄道：JR富良野駅より18.2キロ、ふらのバス「麓郷線」終点下車、徒歩30分 タクシーで約30分。
- 自動車：北海道道253号東山富良野停車場線、北海道道544号麓郷山部停車場線

道央自動車道奈井江砂川ICまたは、滝川ICより2時間30分。無料駐車場あり 150台。
営業時間
4月中旬〜9月：9:30〜17:00、10月〜11月中旬：9:30〜16:00
11月中旬〜4月中旬 冬期閉鎖
定休日
4月中旬〜11月中旬：無休